# Vincent Ogé

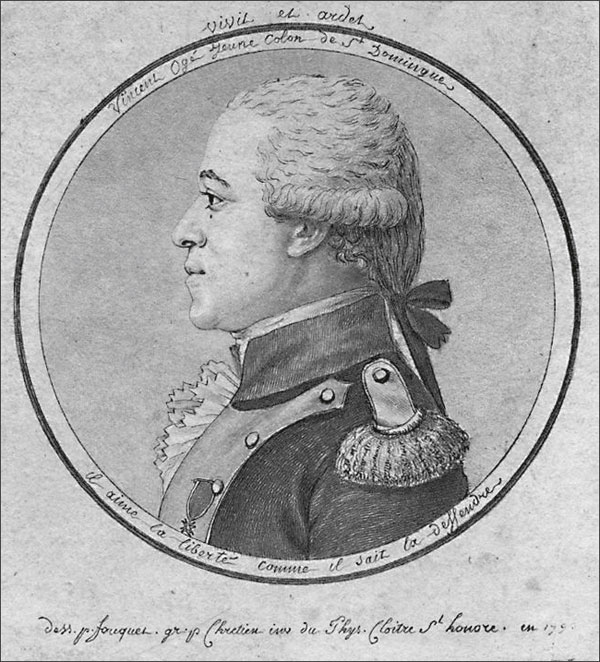
Vincent Ogé (Porträt, 1789)

Vincent Ogé (französische Aussprache: vɛ̃sɑ̃ ɔʒe) (* 1756 oder 1756 in Dondon; † 6. Februar 1791 in Le Cap) war ein Kaufmann aus der französischen Kolonie Saint-Domingue auf der Insel Hispaniola, dem heutigen Haiti, der sich im Kampf um die vollen Bürgerrechte der wegen ihrer teilweise afrokaribischen Abstammung diskriminierten freien einheimischen Mittelschicht an die Spitze eines Aufstands gegen die französische Kolonialmacht stellte. Die Rebellion dauerte von Oktober bis Dezember des Jahres 1790 und fand in der Gegend von Cap-Français, der Hauptstadt der Kolonie, statt. Die „Ogé-Revolte“ war das Vorzeichen für den massiven Sklavenaufstand vom August 1791, der letztlich zu der haitianischen Revolution und Unabhängigkeit führte.

## Leben
Ogé war ein wohlhabender und gebildeter Vertreter der gens de couleur libres und gehörte zur einheimischen Elite der freien, aber politisch wenig einflussreichen Grundbesitzer und Kaufleute gemischter französisch-afrokaribischer Abstammung (damals sog. „Mulatten“). Er wurde in Dondon, Saint-Domingue, geboren und hatte zu einem Viertel afrikanische und zu drei Vierteln französische Vorfahren, was ihn in der kolonialen Terminologie von Saint-Domingue zu einem „Quarteron“ machte.
Er war der dritte Sohn von Jacques Ogé, einem Franzosen, und Jacqueline Ossé, einer freigelassenen Frau französisch-afrokaribischer Abstammung. Mit acht Kindern war die Ogé-Familie groß und Vincent wird oft mit seinem älteren Bruder Jacques verwechselt, der ebenfalls an der so genannten Ogé-Revolte beteiligt war.
In Bordeaux ausgebildet, kehrte Ogé nach Saint-Domingue zurück, um bei seinem Onkel und Namensvetter Vincent Ogé zu arbeiten, einem Kaufmann in Cap-Français (dem heutigen Cap-Haïtien). Vincent Ogé jeune (der Jüngere), wie er die meiste Zeit seines Lebens genannt wurde, übernahm schließlich das Geschäft seines Onkels. Er handelte mit Kaffee und importierte französische Produkte in die Kolonie.
Im Jahr 1789 war er geschäftlich in Paris, als die Französische Revolution ausbrach. Im August desselben Jahres wandte er sich an eine Gruppe von kolonialen Plantagenbesitzern, die in Paris lebten, um eine Änderung der Rassengesetze in der Kolonie vorzuschlagen; hellhäutige Männer sollten nicht mehr unabhängig von ihrem Wohlstand und ihrer Bildung diskriminiert werden. Julien Raimond, der aus einem ähnlichen Umfeld in Saint-Domingue stammte, sprach etwa zur gleichen Zeit mit den französischen Plantagenbesitzern. Als diese Pflanzer (grands blancs genannt, die „großen weißen Männer“) ihre Ideen ablehnten, begannen Ogé und Raimond, an den Treffen einer Gruppe teilzunehmen, die von Étienne Dejoly, einem französischen Anwalt, geleitet wurde. Der Freimaurer Dejoly war Mitglied der „Gesellschaft der Freunde der Schwarzen“ (Société des Amis des Noirs), einer Anti-Sklaverei-Gesellschaft, die 1788 in Paris von Jacques Pierre Brissot gegründet worden war.
Zusammen mit Dejoly wurden Raimond und Ogé schnell zu den Führern dieser Gruppe. Sie begannen, Druck auf die französische Nationalversammlung auszuüben, um ihnen Gehör zu leihen und die Kolonisten zu zwingen, das Wahlrecht für wohlhabende „Mulatten“ zuzulassen. Wie andere ihrer Klasse hielten auch Raimond und Ogé selbst Sklaven in Saint-Domingue, und sie versicherten, nicht die Absicht zu haben, die Sklaverei zu schwächen. Stattdessen, so sagten sie, würde die Gleichstellung freier gens de couleur mit Weißen in Bezug auf politische Rechte ihre Verbundenheit mit Frankreich stärken und das System der Sklaverei sicherer machen.
Im Oktober 1790 kehrte Ogé nach Saint-Domingue zurück, fest entschlossen, das Wahlrecht für freie gens de couleur durchzusetzen, sei es durch Überredung oder Gewalt. Er glaubte, dass ein von der französischen Nationalversammlung im März desselben Jahres verabschiedeter Zusatzartikel die Gleichheit der freien Männer mit Eigentum bestätigte. Dieser lautete: „Alle Eigentümer ... sollten aktive Bürger sein“. Ogé glaubte, dass ihm dies das Recht gab, bei den anstehenden Wahlen in der Kolonie abzustimmen. Er übte Druck auf den Gouverneur und die Behörden aus, das Wahlrecht der wohlhabenden gens de couleur libres zu garantieren; Gouverneur Philibert de Blanchelande lehnte dies aber ab. Obwohl freie gens de couleur in der Regel gebildet und einige von ihnen wohlhabende Grundbesitzer waren, schlossen die kolonialen Gesetze sie vom Wahlrecht und von der Übernahme von Ämtern aus.
Vincent Ogé schickte als Reaktion diesen Brief aus Grande-Rivière-du-Nord, seinem Quartier im Departement du Nord, an den Präsidenten der Versammlung dieses Departements, in dem er sich gegen den Vorwurf seiner Gegner verwahrte, die schwarzen Sklaven auf den Plantagen zum Aufstand bewegen zu wollen, und eine gewaltsame Eskalation für den Fall ankündigte, dass seine Forderungen nicht erfüllt würden:

„Meine Herren! Ein zu lange aufrechterhaltenes Vorurteil ist dabei zu fallen. Ich bin mit einem Auftrag betraut, der zweifellos sehr ehrenvoll für mich ist. Ich fordere Sie auf, in der ganzen Kolonie die Anweisungen der Nationalversammlung vom 8. März zu verkünden, die ohne Unterschied allen freien Bürgern das Recht auf Zulassung zu allen Ämtern und Funktionen gibt. Meine Ansprüche sind gerecht, und ich hoffe, Sie werden sie gebührend berücksichtigen. Ich werde die Plantagen nicht aufrufen, sich zu erheben; dieses Mittel wäre meiner unwürdig. Lernen Sie das Verdienst eines Mannes zu schätzen, dessen Absicht rein ist. Als ich von der Nationalversammlung ein Dekret erbat, das ich zugunsten der amerikanischen Kolonisten erwirkte, die früher unter dem verletzenden Beinamen ‚Mischlinge‘ bekannt waren, schloss ich in meine Forderungen nicht die Lage der Neger ein, die in Knechtschaft leben. Sie und unsere Gegner haben meine Schritte falsch dargestellt, um mich bei ehrbaren Männern in Misskredit zu bringen. Nein, nein, meine Herren! Wir haben eine Forderung nur im Namen einer Klasse von freien Menschen vorgebracht, die seit zwei Jahrhunderten unter dem Joch der Unterdrückung leben. Wir fordern die Ausführung des Dekrets vom 8. März. Wir bestehen auf seiner Verkündung, und wir werden nicht aufhören zu wiederholen, daß unsere Gegner ungerecht sind und daß sie nicht wissen, wie sie ihre Interessen mit den unseren in Einklang bringen können. Bevor ich meine Mittel einsetze, bediene ich mich der Milde; aber wenn Sie wider Erwarten meiner Forderung nicht nachkommen, so bin ich nicht verantwortlich für die Unordnung, zu der meine gerechte Rache führen kann.“

Mit finanzieller Unterstützung durch den britischen Abolitionisten Thomas Clarkson in London unternahm Ogé eine Reise nach New Orleans, um Waffen zu kaufen. Er kehrte 1790 über Charleston, South Carolina, nach Saint-Domingue zurück. Zusammen mit Jean-Baptiste Chavannes, Milizionär und Veteran der Amerikanischen Revolution, sammelte Ogé bald eine Truppe von etwa 250 bis 300 freigelassenen Sklaven und freien Afrokariben. Diese Männer besiegten mehrere Abteilungen der Kolonialmiliz, die von Cap-Français aus entsandt worden waren.
Einem Detachement von Berufssoldaten gelang es, Ogé und seine Rebellen aufzustöbern und über die Grenze in die spanische Kolonie Santo Domingo zu zwingen.
Am 20. November 1790 schließlich wurden Ogé und 23 seiner Mitstreiter, darunter Jean-Baptiste Chavannes, in Hincha, das damals zum spanisch kontrollierten Teil von Hispaniola gehörte, gefangen genommen. Sie ergaben sich, nachdem sie Sicherheitsgarantien erhalten hatten, aber die spanischen Behörden lieferten Ogé und seine Männer dennoch an die Kolonialregierung in Le Cap aus.
Vincent Ogé wurde am 6. Februar 1791 auf dem öffentlichen Platz in Le Cap brutal hingerichtet, indem er auf das Richtrad gebunden wurde. Dutzende weitere seiner Männer wurden im Februar 1791 schwer bestraft. Diese Behandlung führte jedoch nur dazu, die bereits erhitzte Stimmung unter den afrokaribischen Sklaven, Freigelassenen und unzufriedenen gens de couleur in der Kolonie zu verschärfen. Ogé wurde zu einem wichtigen Symbol für die Ungerechtigkeiten einer kolonialen Sklavengesellschaft, die die Vorteile der Französischen Revolution nur den Weißen vorbehalten wollte.